# Walter Flinsch
Walter Flinsch   (Nova York, 7 de febrer de 1903 - Schwasdorf, 3 de febrer de 1943) fou un remer alemany que va competir durant les dècades de 1920 i 1930.
El 1928 va prendre part en els Jocs Olímpics d'Amsterdam, on quedà eliminat en sèries en la prova del scull individual del programa de rem. Quatre anys més tard, als Jocs de Los Angeles, va guanyar la medalla de plata en la competició del quatre sense timoner, formant equip amb Karl Aletter, Ernst Gaber i Hans Maier, mentre en la prova del vuit amb timoner quedà eliminat en sèries.
En el seu palmarès també destaquen vuit campionats nacionals.
En retirar-se passà a treballar de pilot a la Lufthansa i durant la Segona Guerra Mundial es va unir a la Luftwaffe. Morí en combat.